# ZSU-57-2
ZSU-57-2 (Ob'yekt 500) este un autotun antiaerian sovietic bazat pe șasiul modificat al tancului T-54 și înarmat cu două tunuri automate S-68A de calibrul 57 mm. 'ZSU' este abrevierea de la Zenitnaya Samokhodnaya Ustanovka (în rusă Зенитная Самоходная Установка, afetul autopropulsat antiaerian), '57' este calibrul armamentului în milimetri, iar '2' reprezintă numărul țevilor. A fost primul autotun antiaerian șenilat fabricat în masă de către Uniunea Sovietică, fiind introdus în dotarea Armatei Roșii în anul 1955. În cadrul armatei sovietice avea porecla neoficială „Sparka”, însemnând „perechea”, din cauza celor două tunuri automate cu care este înarmat vehiculul. Deși avea o mobilitate bună și o putere de foc mare, autotunul antiaerian ZSU-57-2 s-a dovedit a fi ineficient împotriva avioanelor de atac la sol care zburau cu viteză mare, din cauza lipsei unui radar de cercetare și de urmărire. La începutul anilor 1970, acest model depășit a fost înlocuit în cadrul armatei sovietice de autotunul antiaerian ZSU-23-4 Șilka, dotat cu radar. 